# Schoellkopf Field
O Schoellkopf Field é um estádio localizado em Ithaca, Nova Iorque, Estados Unidos, possui capacidade total para 25.597 pessoas, é a casa do time de futebol americano universitário Cornell Big Red football da Universidade Cornell. O estádio foi inaugurado em 1915.